# ルーシ語
ルーシ語（ルーシご; руский языкъ, проста мова）は、インド・ヨーロッパ語族スラヴ語派東スラヴ語群の言語の一つである。14世紀から18世紀にかけて今日のウクライナやベラルーシにあたる地域におけるルーシ人、およびモルダヴィアの正教徒が用いた文語である。ウクライナ語やベラルーシ語の祖語であり、今日では死語となっている。外名でルテニア語（英語: Ruthenian language; ドイツ語: Ruthenische Sprache）あるいはロシア語と呼ばれることもあるが（本文参照）、それぞれ別の言語と紛らわしい。

## 概要
キエフ・ルーシの崩壊によって文化的・政治的中心が拡散し、諸公国間の隔たりが大きくなるにつれ、言語も地方ごとに分化していった。キエフ・ルーシ時代の古東スラヴ語（古ルーシ語）は、今日のウクライナ語やベラルーシ語に繋がる共通祖語と今日のロシア語に繋がる祖語とに分化した。その前者が、ルーシ語であった。後者は、今日の学術用語で古ロシア語（Старору́сский язы́к）と呼ばれて区別される（右地図、オレンジ破線内の地域言語）。この両者が、前近代の東スラヴ語を構成する二大言語であった。
同時代に現地に存在した諸国家のうち、リトアニア大公国、ポーランド王国、ポーランド・リトアニア共和国、モルドヴァ公国、ヘーチマン国家で公用語のひとつとして使用された。
近代になると、ルーシ語は近代的なウクライナ語とベラルーシ語（白ロシア語）に分化していった。しかし、ロシア帝国の政策によってその独自性はつねに弾圧にさらされており、ロシア帝国においてはあくまで「ロシア語の方言」というステータスしか与えられていなかった。そのため、同時代では比較的規制の緩かったオーストリア＝ハンガリー帝国領下に入った西ウクライナが言語活動の中心地となっていった。

## 名称
ウクライナ語とベラルーシ語の祖語とされているので、古ウクライナ語（Староукраї́нська мо́ва）、古ベラルーシ語（Старабелару́ская мо́ва）とも呼ばれる。また、19世紀のロシア語を中心とした研究史では西ロシア文語（にしロシアぶんご; Западнору́сский пи́сьменный язы́к）と呼ばれた。西ロシア語については、「古代ベロルシア語と教会スラヴ語が混合した」リトアニア大公国の公式の言語として西部ルーシ語とも説明される。
日本での呼び名は一定しておらず、文献や研究者によって様々な呼ばれ方をしている。ロシア語あるいはルテニア語と呼ばれることがあるが、前者を今日の「ロシア語」と混同してはならない（ルーシのギリシア語名としてのロシア、ラテン語名としてのルテニア）。後者は西欧史関連の文献を中心に見られる用語であるが、これはルーシという地域が歴史上オーストリア＝ハンガリー帝国の領土とされた時代があった関係で、カトリックの文化圏で標準的に用いられるラテン語に準拠して地域名をラテン語名で呼び、オーストリアやハンガリーに居住する東スラヴ系住民（従ってルテニア人）の用いる言語（このページでいうルーシ語）をルテニア語としているためである。逆に、ロシア語という翻訳はギリシア語やロシア語をより重視しているロシア文化一般や正教会を中心にした分野で見られる。
一方、当のウクライナ史、ベラルーシ史、ロシア史関係の文献、およびロシア文学の解説書では、もっぱら（当時の）ウクライナ語あるいは（当時の）ベラルーシ語と記されている。一部では古ベラルーシ語（ミドル・ベロラッシアン）とする翻訳が見られる一方、ロシア語（実際にはウクライナ語）という記述も見られる。少なくとも言語学、文学、歴史学の分野では訳語はどうあれ、解説においてこの時点で大ロシア語とウクライナ語、ベラルーシ語という三言語が分化したと明記しており、このページでいうルーシ語と今日のロシア語は厳密に区別されていてルーシ語が「ロシア語の祖語」であるかのような誤解は存在しない。
なお、日本で中世ロシア語といった場合、このページでいうルーシ語を指す場合と、同時代に今日のヨーロッパ・ロシアに当たる地域で用いられた古ロシア語を指す場合とがあるが、両者を混同してはならない。ただし、これらすべての言語を古ルーシ語（古代ロシア語）あるいは教会スラヴ語の近世におけるバリエーション、あるいはそれぞれの地域で分化した方言とみなす場合がある。その場合は、「古代ロシア語のウクライナ方言」とか、「教会スラヴ語のベラルーシ方言」などとみなされる。